# NGC 533
NGC 533 је елиптична галаксија у сазвежђу Кит која се налази на NGC листи објеката дубоког неба.
Деклинација објекта је + 1° 45' 33" а ректасцензија 1h 25m 31,4s. Привидна величина (магнитуда) објекта NGC 533 износи 11,4 а фотографска магнитуда 12,4. Налази се на удаљености од 61,773 милиона парсека од Сунца. NGC 533 је још познат и под ознакама UGC 992, MCG 0-4-131, CGCG 385-121, PGC 5283.